# 托馬斯岩
75°42′S 158°36′E / 75.700°S 158.600°E
托馬斯岩（英語：Thomas Rock）是南極洲的冰原島峰，位於奧次地，處於滕特岩東北面9公里和里克山以西11公里，屬於阿爾伯特親王山脈的一部分，美國地質調查局根據測量和該國海軍的空中照片繪入地圖，現時由南極條約體系管理。